# Kraljestvo Polonnaruwa
Kraljestvo Polonnaruwa je bilo kraljestvo, od koder so kralji iz Šrilanke vladali otok od 11. do 13. stoletja. Polonnaruwa je bilo peto upravno središče Rajarate.

## Ustanovitev
Mesto se nahaja na levem bregu reke Mahaweli. Arheološki dokazi in zapisi v kronikah kažejo, da je mesto staro toliko kot Anuradhapura. Naselje Vijithagama je ustanovil Vijitha leta 400. pr. n. št. in se nahaja v bližini.

## Zgodovina
Po 1400 letni vladavini Anuradhapurskega kraljestva, sta kralj Raja Raja in njegov sin Rajendra zavzela Anuradhapur in aretirala kralja Mahinda V. ter ga izgnala v Indijo, kjer se je leta 1029 umrl. Čole so premestili prestolnico v Polonnaruwo in 53 let vladali Šrilanki. Polonnaruwo so Čole imenovali jananathapuram. Kralj Vijayabahu I. je premagal Čole in ponovno postavil singalsko dinastijo. Polonnaruwa je bila strateško pomembno naselje v državi, saj je stalepri prečkanju reke Mahaveli Ganga proti Anuradhapuri.
Nekateri vladarji Polonnaruwe so Vijayabahu I. in Parakramabahu I. (tudi Parakramabahu Veliki). Večina Polonnaruwe, ki je ohranjena do danes, izhaja iz 1150-ih, saj so obsežne državljanske vojne, ki so se odvijale pred nastopom Parakramabahuja na prestol, uničile mesto. Parakrama Pandjan II. iz Pandjanskega kraljestva je v trinajstem stoletju zavzel kraljestvo Polonnaruwa in vladal od 1212 do 1215. Nasledil ga je Kalinga Magha, ustanovitelj kraljestva Džafna. Kalinga Magha je vladal 21 let, dokler ni bil izgnan iz Polonnaruwe leta 1236.

### Propad
Kraljestvo Polonnaruwa je bilo ukinjeno v 14. stoletju, sedež vlade pa premaknjen v Dambadenijo. Čeprav so k temu prispevali številni dejavniki, je bil glavni vzrok za opustitev Polonnaruwe kot kraljestva Šrilanke njegova dovzetnost za invazije iz južne Indije.

## Trgovina
Kralji, ki so vladali v Polonnaruwi, so se ukvarjali z zunanjo trgovino. V obdobju kralja Parakramabahuja I. je bila Šrilanka samozadostna v rižu in ga je tudi izvažala v številne države jugovzhodne Azije in v Indijo. Ljudje so zadovoljili večino svojih potreb, razen soli, ki so jo morali prinesti iz obalnega območja.

## Religija
Budizem je v tej dobi še naprej glavna vera. Pred singalskimi kralji je bil močan vpliv hinduizma, ki so ga povzročili Čole. Opazno je odstranjevanja reliefov krave, pa tudi zaradi prisotnosti templjev Šive. Po čolski vladi sta Vijayabahu I. in Parakramabahu I. obnovila veliko samostanov. Različne ločine ali nikaje v budizmu je združil Parakramabahu I.

## Izobraževanje
Kralji, ki so vladali v tem času, so zgradili budistične šole za menihe, ki so bile znane kot Pirivena. Brahmani so bili edina skupina, ki je imela pravice do izobraževanja. Pali in sanskrt sta bila uradna jezika.

## Galerija
- Kip Bude v Gal Vihara
- Sedemnadstropna Satmahal Prasada
- Mesečev kamen Polonnaruwe
- Parakrama Samudro je zgradil kralj Parakramabahu I.
- Rezervoar Giritale je bil najbolj globok na Šrilanki v času Polonnaruwa I..